# Abou Amr Uthman
 (septembre 2024).
Abou Amr Uthman (arabe : أبو عمرو عثمان), né le 28 octobre 1418 et mort en septembre 1488, est un sultan hafside de Tunis qui règne de 1435 à 1488.
Il est le dernier Hafside à jouer un rôle important, poursuivant la politique de son grand-père Abû Fâris `Abd al-`Azîz al-Mutawakkil. À sa mort commence une nouvelle décadence irrémédiable et marquée par des luttes pour le pouvoir.

## Biographie
Il succède à seize ans à son frère Abû `Abd Allâh Muhammad al-Mutansir, mort de maladie le 16 septembre 1435.
Son règne est marqué par des sécessions tribales et des révoltes de palais ainsi que par la piraterie menée par les marins européens[réf. nécessaire]. Lui-même encourage la course maritime, car il ne se sent plus assez puissant pour écarter la menace chrétienne[pas clair].
En 1487, le roi de Grenade, Boabdil, menacé par l'offensive des Rois catholiques lancée en 1482, fait appel au sultan de Tunis, qui n'est pas en mesure de lui apporter d'aide.
Son successeur est Abû Zakariyâ Yahyâ III.